# Hirtzfelden
Hirtzfelden (Duits: Hirzfelden) is een gemeente in het Franse departement Haut-Rhin (regio Grand Est). De plaats maakt deel uit van het arrondissement Thann-Guebwiller. Hirtzfelden telde op 1 januari 2022 1.288 inwoners.

## Geografie
De oppervlakte van Hirtzfelden bedroeg op 1 januari 2022 22,1 vierkante kilometer; de bevolkingsdichtheid was toen 58,3 inwoners per km².

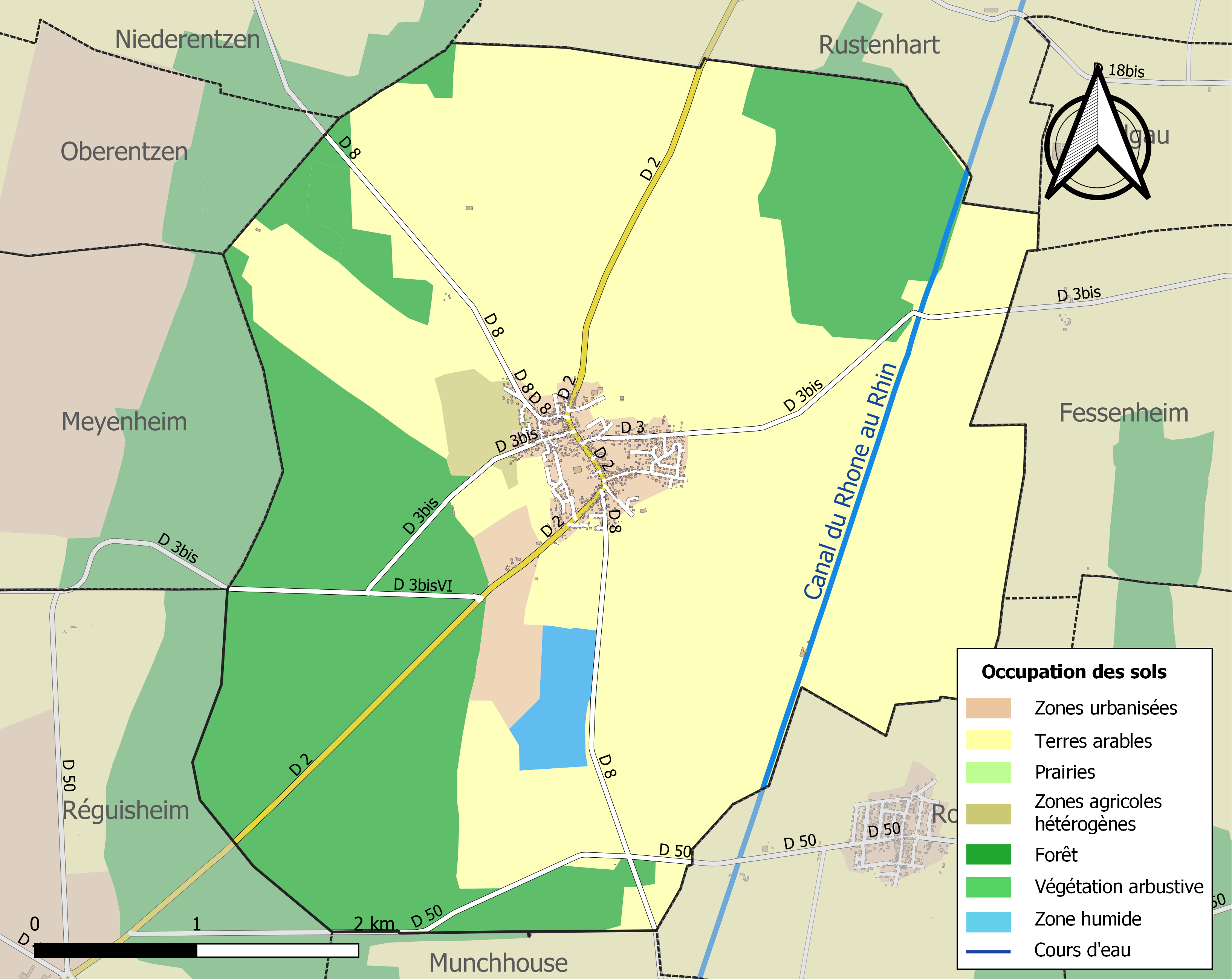
Kaart van de gemeente met de belangrijkste infrastructuur, bodemgebruik en omliggende gemeenten

## Demografie
Onderstaande figuur toont het verloop van het inwonertal (bron: INSEE-tellingen).